# 県道189号 (台湾)
県道189号（けんどう189ごう）は、屏東県屏東市屏東空港から同県林辺郷を結ぶ、全長39.936kmの台湾の県道である。台27線と県道187号のそれぞれと重複区間がある。

## 通過する自治体
- 屏東県
  - 屏東市
  - 万丹郷
  - 潮州鎮
  - 新埤郷
  - 林辺郷

## 接続する道路
- 台3線
- 台1線
- 県道189甲線
- 台27線
- 台27線
- 台27線
- 県道188号
- 県道187号
- 県道187号
- 台1線
- 県道187乙線
- 台1線
- 台17線

## 施設
- 屏東空港
- 高屏大橋
- 万丹国中学校
- 日新高級工商職業学校
- 光春国中学校
- 新埤国小学校
- 竹林国小学校

## 支線

### 甲線
県道189号甲線（けんどう189ごうこうせん）は、屏東県屏東市大洲から同県万丹郷中庄を結ぶ、全長計4.8kmの台湾の県道である。

#### 通過する自治体
- 屏東県
  - 屏東市
  - 万丹郷

#### 接続する道路
- 県道189号
- 県道187甲線
- 県道188線

#### 施設
- 万大大橋